# Duas taitianas com flores de manga
Duas taitianas com flores de manga (título original em francês: Les Seins aux fleurs rouges) é um quadro de Paul Gauguin produzido em 1899 durante a sua segunda estada no Taiti. A obra se encontra no Museu Metropolitano de Arte de Nova York.

## Aspectos
Embora o Taiti seja retratado como um paraíso ingênuo e primitivo, as duas mulheres presentes na obra confrontam o observador de uma forma semelhante ao Le déjeuner sur l'herbe de Manet ou a Olympia. A obra também destaca a tradição artística de comparar os seios femininos a flores ou frutas. As duas moças
reaparecem noutros quadros de Gauguin: Faa Iheihe (1898) e Rupe, Rupe (1899).